# Stopa człowieka
Stopa (łac. pes) – w anatomii człowieka najbardziej dystalna, obwodowa część kończyny dolnej.
Zarówno stopa, jak i ręka są pod względem budowy tworami homologicznymi, jednak w związku z odrębną funkcją są zasadniczo różnie ukształtowane. Główną funkcją stopy jest udział w poruszaniu się (funkcja podporowo-nośna i lokomocyjna). Budowa stopy jest swoista dla człowieka w związku z jego pionową postawą. Hipoteza, że pierwotnie stopa była narządem chwytnym, który u człowieka dopiero przekształcił się w narząd podporowy, nie jest pewna. Wszystkie małpy człekokształtne mają stopę chwytną, z przeciwstawnym paluchem, ustawionym pod kątem do osi długiej stopy. Jest on też znacznie krótszy od pozostałych palców. Połączenie więzadłowe i stawowe kości stopy jest u nich luźniejsze i umożliwia wskutek tego wydatniejszą ruchomość w stawach. Dla człowieka poruszającego się po ziemi funkcja chwytna stopy byłaby zupełnie nieprzydatna. Odwiedziony paluch byłby przeszkodą, a w szybszym biegu nawet wielkim utrudnieniem. W porównaniu do chwytnej ręki stopa oporowa człowieka wykazuje silniejszy rozwój stępu w stosunku do nadgarstka, osiągający połowę długości całej stopy, słabszy zaś rozwój paliczków. Jako całość stopa tworzy mocne i sprężyste sklepienie, dostosowane do dźwigania ciężaru ciała.

## Budowa
Szkielet stopy składa się z 26 kości i 33 stawów, w tym:
- kości stępu (łac. tarsus):
  - kość skokowa (łac. talus)
  - kość piętowa (łac. calcaneus ewnt. os calcis)
  - kość łódkowata (łac. os naviculare)
  - kości klinowate (łac. ossa cuneiforma):
    - przyśrodkowa (łac. mediale)
    - pośrednia (łac. intermedium)
    - boczna (łac. laterale)

  - kość sześcienna (łac. os cuboideum)
- kości śródstopia (łac. ossa metatarsalia)
- kości palców stopy (paliczki) (łac. ossa digitorum pedis)

## Inne
Na podstawie śladów stóp można wywnioskować wagę danej osoby (w przybliżeniu) oraz stwierdzić, jak szybko się poruszała.
W wieku nastoletnim (ok. 13 lat) pojawia się lekkie owłosienie stóp.
Ścięgno Achillesa jest największym i najsilniejszym ścięgnem w ciele człowieka.